# Olej z dziurawca zwyczajnego

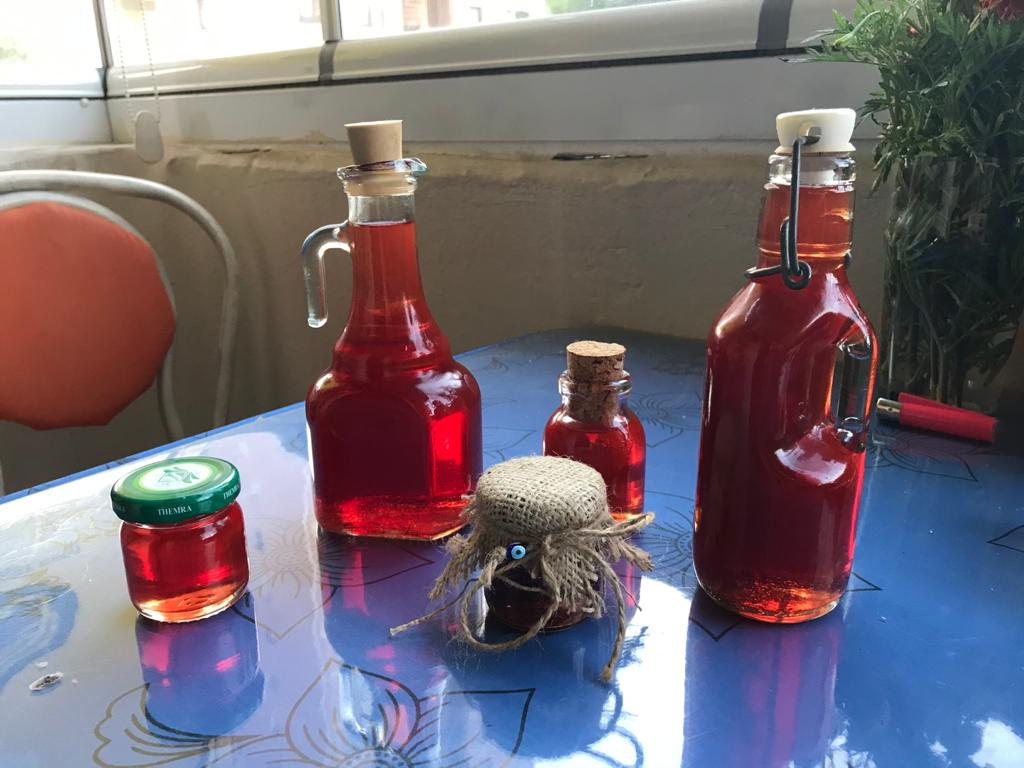
Gotowy, przefiltrowany olej z dziurawca

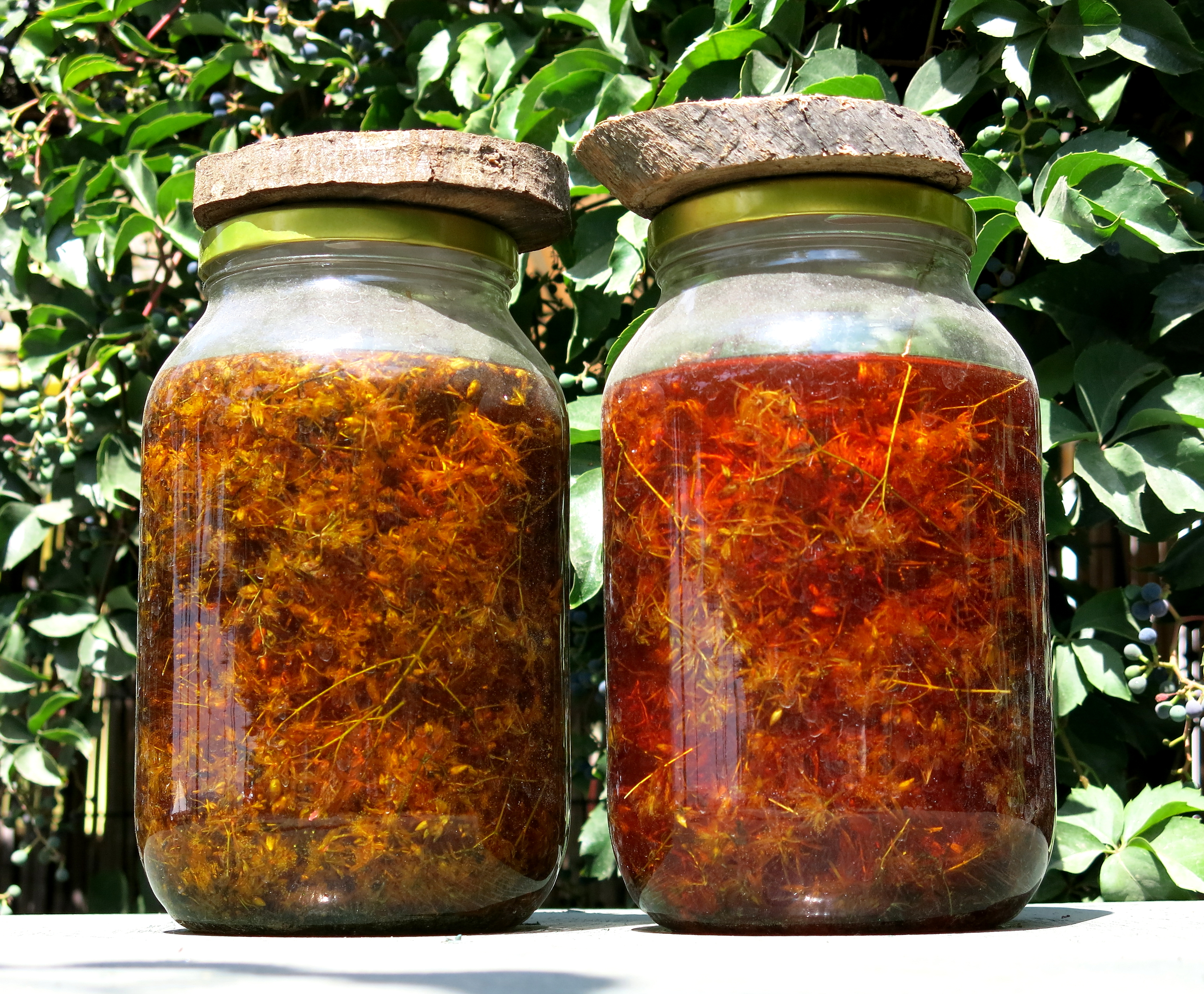
Słoiki z maceratem, Grecja

Olej z dziurawca zwyczajnego (Oleum Hyperici) – preparat leczniczy otrzymywany w wyniku macerowania świeżego lub wysuszonego kwitnącego ziela dziurawca zwyczajnego (Hypericum perforatum) najczęściej w oliwie z oliwek lub w innym oleju roślinnym. Zawiera aktywne związki pseudohiperycynę i hiperycynę, która w toku maceracji nadaje olejowi czerwoną barwę. 
Kwitnące części rośliny należy zebrać w słoneczny dzień, świeże (lub po przesuszeniu) zalać olejem (1000 ml oleju na 250 g suszonego ziela) i trzymać na słońcu w przezroczystym szklanym naczyniu przez około 21–40 dni. Następnie po przefiltrowaniu olej przechowywać bez dostępu światła.
Macerat z kwitnącego ziela dziurawca jest popularnym w wielu rejonach świata, stosowanym zewnętrznie, domowym lekarstwem wspomagającym gojenie się ran po skaleczeniach czy oparzeniach. Ma dobrze wpływać na przecięte albo zranione nerwy, zalecano go do przemywania trudno gojących się ran. W Turcji tradycyjnie sporządzany jest na bazie oliwy z oliwek, na Białorusi oleju lnianego. Na Łużycach wytwarzano go jako czerwoną maść (kwiaty dziurawca zalane olejem, odstawione na słońce). 
Współczesne badania wskazują na pozytywny wpływ oleju z dziurawca na gojenie się ran, w tym ran chirurgicznych. Przypuszcza się, że wynika to z jego właściwości przeciwutleniających i przeciwbakteryjnych, potwierdzonych także dla niektórych bakterii opornych na antybiotyki. 